# My Kind of Christmas
My Kind of Christmas ist das dritte Studioalbum der US-amerikanischen Pop-Sängerin Christina Aguilera. Es enthält ausschließlich Weihnachtslieder und wurde im Jahr 2000 veröffentlicht.

## Entstehung des Albums
Weil The Christmas Song bereits während der Arbeiten an Aguileras Debütalbum aufgenommen wurde, mussten die anderen Lieder von My Kind of Christmas während einer Tour Mitte 2000 produziert werden. Das Album wurde zur gleichen Zeit wie ihr spanischsprachiges Album Mi reflejo aufgenommen. Beide Alben wurden einen Monat nach den Aufnahmen veröffentlicht. Das Album wurde von der RIAA mit Platin ausgezeichnet und verkaufte sich in den USA über drei Millionen Mal.
Das Lied Christmas Time wurde Mitte November 2000 den Radiostationen zur Verfügung gestellt und ist bis heute Aguileras einziges Lied, das es nicht in die Billboard Hot 100 schaffte. Merry Christmas, Baby erreichte sieben Jahre nach der Veröffentlichung im Dezember 2007 Platz 38 in den Billboard-Hot Ringtones Charts.
Das Lied Climb Every Mountain, im Original von Julie Andrews, ist auch auf der DVD My Reflection enthalten. Der Song These Are the Special Times ist eine Coverversion von Céline Dions Titel aus ihrem Weihnachtsalbum These Are Special Times von 1998.

## Titelliste
1. Christmas Time (Alex Alessandroni, Chaka Blackmon, Steven Brown, Ray Cham, Ron Fair) – 4:02
2. This Year (Christina Aguilera, Lauren Christy, Graham Edwards, Charlie Midnight, Scott Spock) – 4:14
3. Have Yourself a Merry Little Christmas (Ralph Blane, Hugh Martin) – 4:03
4. Angels We Have Heard on High (feat. Eric Dawkins) (Traditional) – 4:11
5. Merry Christmas, Baby (feat. Dr. John) (Lou Baxter, Johnny Moore) – 5:44
6. O Holy Night (Adolphe Adam, John Sullivan Dwight) – 4:52
7. These Are the Special Times (Diane Warren) – 4:31
8. This Christmas (Donny Hathaway, Nadine McKinnor) – 4:01
9. The Christmas Song (Mel Tormé, Robert Wells) – 4:25 (high whistle note C#7)
10. Xtina’s Xmas (Aguilera) – 1:32
11. The Christmas Song (Holiday Remix) (Tormé, Wells) – 4:03

### Erste Version
5. Silent Night / Noche De Paz (Traditional, Arranged By Christina Aguilera & Ron Fair) – 4:49

## Charts und Chartplatzierungen

### Album
| ChartsChartplatzierungen       | Höchstplatzierung | Wochen |
| ------------------------------ | ----------------- | ------ |
| Vereinigte Staaten (Billboard) | 28 (12 Wo.)       | 12     |

### Singles
| Jahr | Titel              | Höchstplatzierung, Gesamtwochen, AuszeichnungChartsChartplatzierungen (Jahr, Titel, , Platzierungen, Wochen, Auszeichnungen, Anmerkungen) | Anmerkungen                             |
| Jahr | Titel              | US | Anmerkungen                             |
| ---- | ------------------ | --- | --------------------------------------- |
| 1999 | The Christmas Song | — | Erstveröffentlichung: 23. November 1999 |
| 2000 | Christmas Time     | US18 (4 Wo.)US | Erstveröffentlichung: 18. November 2000 |

### Auszeichnungen für Musikverkäufe
| Land/Region               | Auszeichnungen für Musikverkäufe (Land/Region, Auszeichnung, Verkäufe) | Verkäufe  |
| ------------------------- | ---------------------------------------------------------------------- | --------- |
| Südafrika (RISA)          | Gold                                                                   | 25.000    |
| Vereinigte Staaten (RIAA) | Platin                                                                 | 1.015.000 |
| Insgesamt                 | 1× Gold · 1× Platin ·                                                  | 1.040.000 |

Hauptartikel: Christina Aguilera/Auszeichnungen für Musikverkäufe